# The Silent Scream
The Silent Scream (em português O Grito Silencioso) é um documentário estadunidense de 1984 dirigido por Bernard Nathanson. O filme detalha os processos do aborto no feto através de um aparelho de ultra-sonografia. O filme mostra detalhadamente como o feto parece sofrer de dor e desconforto durante a operação. O filme se tornou uma ferramenta popular na campanha pró-vida, e foi exibido até mesmo na Casa Branca durante o governo de Ronald Reagan.
Em 1985, a Planned Parenthood, maior rede de clínicas de aborto nos Estados Unidos, publicou uma nota na qual questiona várias afirmações feitas no filme.